# Ahold
Koninklijke Ahold N.V. или Ahold — крупный международный оператор супермаркетов со штаб-квартирой в Зандаме, Нидерланды. В 2011 году компания занимала 219-е место в списке Fortune Global 500. В 2016 году объединилась с бельгийской Delhaize Group, образовав Ahold Delhaize.

## История компании
27 мая 1887 года, основатель компании, Альберт Хейн в качестве свадебного подарка получает бакалейную лавку своего отца в Заандаме. За 10 лет Хейн открывает ещё 22 магазина в Алкмааре, Гааге и Амстердаме.
На январь 2008 года компания являлась одним из ведущих европейских и американских розничных продавцов продуктов питания.
Компания оперировала следующими брендами:
- США:
  - Группа Stop & Shop/ Giant-Landover
    - Stop & Shop
    - Giant Food
    - Peapod

  - Группа Giant-Carlisle
    - Giant Food Stores
- Европа
  - Группа Albert Heijn
    - Albert Heijn Supermarkets
    - Albert.nl
    - Gall & Gall
    - Etos

  - Группа Albert/Hypernova
    - Albert
    - Hypernova

  - Группа Schuitema
    - C1000